# جامع مراد باي
جامع مراد باي أو المسجد الحنفي أو الجامع الصغير كما يسميه أهالي باجة، هو أحد المعالم المعمارية الدينية لمدينة باجة التونسية ويعود إلى العهد المرادي.

## موقع المعلم
يقع جامع مراد باي بمدينة باجة العتيقة، وتحديدا خارج السورالغربي، في مستو من الأرض هو أحد سفوح الجبل الذي تتكئ على منحدراته المدينة العتيقة وهو جبل عين الشمس، في نقطة التقاء مسلكي لأهم الدروب والأزقة بل نقطة تقاطع بين «المدينة» من ناحية وهي أقدم نواتات النسيج العمراني، وقد كانت الأسوار تكتنفها من كل جانب، وثاني الأرباض أهمية هو ربض عين الشمس أو الربض الجوفي، وربض آخر لعله آخر أرباض البلد ظهورا هو الربض الشرقي المعروف اليوم بحومة الجرابة. ونقطة التقاطع هذه لا تلتقي عندها الأحيزة السكنية فحسب بل يلتقي عندها أيضا الحيز التجاري والحيز الروحي.
ونظرا إلى أن مبنى الجامع قد أقيم خارج الأسوار فإن ترتيبه العمراني تأسيسي قد صيغ بشكل كان من الممكن معه أن نشاهد حدوده الفضائية من الخارج كاملة فضلا عن الصومعة بحيث شكلت هذه الحدود على هيئة الحصون مثلما هو الحال في جامع عقبة بن نافع بالقيروان والجامع الكبــير بسوسة ولكن مقتضيات إضافة مدرسة إلى المنشأة الدينية المذكورة في نفس الفترة تقريبا جعل كتلة الجامع تسبح في جانب منها داخل النسيج العمراني للربض تماما مثل الجامع الكبير، بحيث أضحى التعرف على مكان الجامع داخل التجمــع العمراني ولا سيما شمالا من ناحية باب السبعة وشرقا حيث الأسواق وسماط المدينة أو الشارع العام غير متيسر إلا من خلال الصومعــة التي تمثل العنصر المعماري الوحيد الذي يرى عن بعد.
وعلى هذا الأساس فقد كانت المدرسة التي أنشأها محمد باي تحد مبنى الجامع شمالا وما تزال بقاياها وما يليها من نطاق الربض السكني تحد المعلم بعد توسعته من الموقع نفسه. أما غربا فتنفصل كتلة الجامع عن السور بنهج تحت السور (نهج عز الدين العلاء حاليا ونهج الجنينة في زمن أسبق) ولكنها تتصل به في ذات الآن كما تتصل بالحمام الواقع داخل السور وهو حمام المدينة المعروف أيضا بالحمام الجديد بواسطة خمس أقواس / قناطر تحملها عقود مقوسة. والجامع منفصل شرقا عن السماط الممتد بين باب الجنائز جنوبا وباب السبعة شمالا وبالتالي عن جانب من الأسواق بنهج المدرسة وهو النهج الذي تنفتح عليه محلات للحياكة وأخرى معدة لتعاطي مهنة العــدالة والتوثيق لا غير وهي محلات كانت موقـوفة على المدرسة المرادية. أما جنوبا فتمتد ساحة باب العين وهي فضاء مفتوح يفصل مبنى الجامع عن بقية الأحيزة العمرانية المتاخمة ويصله بها في الوقت نفسه.
وأكثر ما يلفت الانتباه في هذا الفضاء الحضور المكثف للمنشآت الصحية والمائية والروحية إذ ينتصب بها غربا حمام أبي صندل، وسبيل يوسف صاحب الطابع وقد ظل الأول متصلا بكتلة الجامع بباب ذي فتحات ثلاث يعود إلى العهد الروماني. أما في شرقيها فنجد الزاوية الرحمانية الأولى وتتصل بالجامع بواسطة قنطرة / قوس عالية. ولا ينفصل الحيز السكني للبلد عن هذه الساحة ومن ثمة عن جامع الباي القائم في جوارها إلا بجانب من السور يخترقه باب بيزنطي ما يزال منتصبا إلى اليوم في قسم يسير منه وعبره يتم النفاذ إلى ساحة أخرى تقع داخل السور هي ساحة العين (عين باجة) حيث شيد الرومان أحواضا لحسن استغلال المياه وإحكام تصريفها وشيدوا صهاريج لتخزينها وإمداد الحمامات المتاخمة بها1، حيث ابتنى المسلمون أماكن أخرى للعبادة هي بالأساس جامع النخلة وزاوية أبي نوالة: ثاني زوايا الطريقة العيساوية بالمدينة.
وبناء على تعدد المنشآت المعمارية بهذا الموقع وتنوعها فإن المكان يرتقي إلى مستوى القطب المعماري والروحي في آن واحد ناهيك أنه علامة زمنية بما هو نواة تختزن ذاكرة المجموعة وتكثفها.
فالمؤسس، على هذا، لما اختارّ لجامعه هذا الموقع لم يكن اختياره عفويا وإنما ارتبط بمقاصد ودعت إليه ضرورات، اختار الموقع قريبا من أعذب ينابيع المياه وأغزرها واختاره جوار الحمامات لما بين المرافق الصحية وأداء الشعائر التعبدية من تلازم واختاره في عقدة الطريق بين النواة العمرانية القديمة أي البلد واثنين من أكثر أرباضها امتدادا وهما إلى جانب الربض القبلي أكثر أحيزة النسيج العمراني اجتذابا للسكان الجدد من الجالية التركية ثم من الطائفة الكوروغلية، ربض عين الشمس وحومة الجرابة الأمر الذي كان يطرح حاجيات روحية وعلمية كان من الضروري أن يتم إشباعها كما كان من الضروري أيضا أن يضمن لها الإشعاع لاستقطاب مزيد من الأتباع وخاصة في أوساط التجار والحرفيين... بل إن إقامة جامع حنفي داخل مجال الجامع الكبير وهو المعقل التقليدي للمذهب المالكي يصب ضمنيا في اتجاه الصراع غير المعلن بين المذهب الرسمي للدولة، مذهب الأرستقراطية الحاكمة، ومذهب الغالبية العظمى من السكان وتنازعهما على مواقع السيادة إضافة إلى ما في ذلك من رغبة الأقلية الحنفية في تعزيز حضور مذهبها وإعلاء شأنه بكل ما يعنيه ذلك من دفاع عن مصالحها ومحافظة على كيان الدولة التي تعبر عن هذه المصالح.

## تاريخ المعلم
يعرف هذا الجامع بالجامع الصغير تمييزا له عن الجامع الكبير أو الجامع الأكبر أو أيضا الجامع الأعظم وهو جامع أغلبية السكان وهم من المالكية والمثابة الروحية المركزية للبلد منذ العهد الزيري على الأقل بحيث تغدو للتسمية من جانب «الرعايا» دلالة معنوية تتصل بمكانة هذا المذهب وذاك داخل المجال العقائدي للمجموع العام للسكان وحجم الانتشار الذي يحظى به كل منهما في صفوفهم إلا أن ذلك لا يستبعد أن تكون للتسمية دلالة مادية تتصل بكتلة كل من المنشأتين، ذلك أن هذا المعلم العثماني أقل حجما من نظيره المالكي، ولكن هذه الفرضية تبقى أقل وجاهة من الأولى إذ توجد داخل النسيج العمراني العتيــق جوامـع أخرى مثل جامع التوبة وجامع أحمد الجزار وجامع الخطبة ترجع جميعا إلى فترات تاريخية سابقة للقرن 9-12 وهي كلها أقل حجما من الجامع الحنفي ولكن لم يسم أي واحد منها بالصغير.
ويسمى أيضا الجامع الحنفي لإقامة الصلوات به على قواعد مذهب أبي حنيفة النعمان ولأن الجامع لم ينشأ أصلا إلا لنشر المذهب الحنفي وتدريس المنظومة الفقهية التي يقوم عليها.
كما يعرف بجامع الباي في إشارة إلى مؤسس المعلم والمنصب السياسي الرسمي الذي كان يحتله: مراد باي الثاني ثالث أمراء الأسرة المرادية. وإذا كانت المصادر التاريخية التونسية في معظمها متفقة على اسم المؤسس وهو مراد باي المذكور يستثنى منها ابن أبي الضياف الذي عد جامع الحنفيــة بباجة من منجزات محمد باي، وهذا غير صحيح كما سيتضح لاحقا فإن بين الدارسين المعاصرين اختلافا بهذا الشأن لا تبرره المصادر بأي حال من الأحوال، فإذا كان أحمد عبد السلام يؤكد على صواب رأي المؤرخين التونسيين في القرنين 17 و18 في هذا الصدد فإن الباحث الفرنسي بوننفان (Bonnenfant) يذهب إلى أن الحاج بقطاش داي (1097هـ /1686- 1099هـ/ 1688) هو الذي شيد هذا المسجد كما شيد المدرسة المجاورة له، في حين يشير محمد الحبيب الهيلة إلى أن باني المعلم الديني المذكور هو الداي مامي جمل (1084هـ /1673- 1088هـ /1677)وهذا خطأ لدى الباحثين منشؤه لدى الأول وقد اعتمد على ابن أبي الضياف تداخل مآثر محمد باي مع أخبار الحاج بقطاش داي في نص الإتحاف والتباس الفقرات التي تخص هذا وذاك رغم أن التمايز بينهما واضح بالنسبة إلى قراءة أكثر تأنيا، أما منشأ الخطإ لدى الثاني وقد اعتمد على حسين خوجة فيرجع إلى وجود مآثر مراد باي وحسناته ضمن أخبار مامي جمل وقد كان تجنب هذا الخطإ ممكنا لا سيما أن النص المصدري على تداخل بنائه يقطع الطريق أمام أي التباس من هذا النوع.
ومهما يكن من أمر فإن مراد باي الثاني هو بلا جدال مؤسس الجامع الحنفي، ليس فقط لاتفاق معظم المصادر على ذلك وإنما لعثورنا في رسم أحباس مدرسة محمد باي بباجة، على ما يثبت أن المسجد الحنفي الكائن قبلي المدرسة المشار إليها هو جامع مراد باي الثاني قطعا.
لا يعرف تاريخ مضبوط لبناء هذا الجامع ولكن بإمكاننا اعتمادا على الفترة الزمنية التي قضاها مؤسسه في الحكم، وتمتد من 9 شوال 1076هـ / 14 أفريل 1666 إلى 16 جمادى الأولى 1086هـ/ 8 أوت 1675, أن نرجع تاريخ الإنشاء إلى الثلث الأخير من القرن 11هـ-17م، ستينات القرن السابع عشر أو سبعيناته على أقصى تقدير، فهو على هذا من أول المؤسسات الدينية الحنفية التي أنشأها الأتراك خارج العاصمة، وربما كان ثانيها على التحديد. ولعل موقع هذه المنشأة الزمني ضمن شبكة المؤسسات الروحية والعلمية التي حرص الأتراك، ولا سيما خلال العهد المرادي، على تأسيسها تعكس بالإضافة إلى الأهمية الاستراتيجية لمدينة باجة عسكريا وسياسيا بالنسبة إلى استقرار السلطة في الحاضرة، أهمية الجالية التركية التي كانت قد استقرت بالبلد وتزايد حاجياتها الروحية والثقافية بتزايد أهميتها واتساع عددها زد على ذلك الدور المفترض الذي كان لإنشاء الجوامع والمدارس أو ترميمها في استقطاب السكان وكسب ولائهم الأمر الذي يبرر من بعض الوجوه، علاوة على الظروف الاقتصادية السانحة، استراتيجيا البناء والتعمير الديني والمدني التي انخرط فيها الحكام الجدد للبلاد.

## المواصفات والمكونات المعمارية

### المساحة والملامح العامة
إن المقاربة الجمالية والمعمارية لمكونات هذا الفضاء الروحي تقتضي منا ابتداء أن نلفت الانتباه إلى التغييرات التي لم تطل رسم تخطيطه التأسيسي فحسب وإنما طالت أيضا كتلته ومساحته وتوزيع فضائه الداخلي. تم ذلك على إثر أعمال التوسعة التي شملته عام 1977.
يظهر ذلك جليا من خلال التراكب الواضح في كتلة هذه المنشأة بين وحدتين معماريتين متباينتين من حيث أسلوب البناء ومواده ومكونات الفضاء ومميزاتها، وما ينسحب على المظهر الخارجي لهذا المعلم ينسحب على وحداته الداخلية بحيث أصبح من غير العسير على زائر المكان أن يلاحظ ذلك الفارق البين بين القسم العتيق من المبنى وهو القسم المرادي الذي تحتفظ بيت الصلاة والمئذنة بأكبر جزء منه والقسم الحديث، ومن المؤسف أن تصميم هذه التوسعة على غرار غالب التوسعات التي طالت معالم دينية عتيقة أخرى وإن كانت قد خضعت لبعض القواعد الوظيفية والعقائدية فإنها لم تول المعايير الجمالية والشروط المعمارية إلا اعتبارا ثانويا.
وإذا كان مبنى هذه المنشأة الدينية يشغل حاليا مساحة مستطيلة تقدر بحوالي 1.254 م2 تقريبا تحتل منها بيت الصلاة حيزا يناهز 710.5 م2 ويمتد الصحن على مساحة تقدر بحوالي 506 م2 في حين تنتصب الصومعة وبعض الملحقات الأخرى في بقية الفضاء فإن كتلة المبنى العتيق من خلال رسوم تخطيطه24 والصور الفوتوغرافية الملتقطة له في فترات سابقة لأشغال التوسيع فضلا عن الشهادات الميدانية لم تكن منتصبة على نفس المساحة وإن كانت بجلها تسبح في غالب هذا الفضاء. فقد كان الحيز التاريخي في جامع الباي منذ تأسيسه منتشرا على مساحة شبه مستطيلة تقارب 847 م2 (22 م × 38.5 م) تجتزئ منها قاعة الصلاة حوالي 352 م2 (22 م × 16 م) ويحوز الصحن ما لا يقل عن 316 م2 (18.9م×16.7م2) أما بقية المساحة فللملحقات. فمن أين تأتى لهذا الفضاء الروحي هذا الاتساع الذي قارب نصف مساحته الأصلية؟
لقد شرب المسجد الجامع جل ما كان متصلا به من وحدات سكنية وصحية وعلمية: الكتاب ودار الإمام ومكتبه والميضاة القديمة ومدرسة محمد باي في قسمها الأكبر. وهكذا هيمن الحيز الروحي الذي كان جزءا أساسيا من هذا المركب المعماري والثقافي على المركب بكامله، وعلى هذا الأساس تمت إعادة توزيع وحداته الداخلية:
فقاعة الصلاة القديمة غدت القسم القبلي من قاعة الصلاة الحالية.
ودخل الكتاب في فضاء القسم العتيق من قاعة الصلاة.
وأصبحت السقيفة المفضية إلى باب الصومعة والصحن الأصلي جزءا شرقيا من قاعة الصلاة.
أما الصومعة التي كانت تحتل الركن الشمالي الشرقي من الصحن العتيق فقد صار موضعها، بعد ضم هذا الصحن وإدماجه مع ما يتصل به من ملحقات في قاعة الصلاة الحالية، الركن الشمالي الشرقي من حرم المسجد.
في حين أقيم الصحــن الحالي على ثلثي مساحة المدرسة التي أسسها محمد باي أو بالأحرى على ما بقي من أنقاضها، وأنقاض الميضأة القديمة في جزء منها.
يقدم هذا الجامع في مظهره الخارجي واجهات خالية من جل مظاهر الزخرفة والزينة وجسارة النظام الإنشائي وسائر ما إلى ذلك من مميزات مساجد الطراز التركي ويخضع بالمقابل للقاعدة العامة التي انتظمت مساجد الطراز المغربي من حدود إفريقية إلى المغرب الأقصى: الولاء للتقليد المعماري الإسلامي الأول وما يتميز به من بساطة وتناسق ووقار.
ومن ثم فإن جامع الباي بباجة رغم أنه يجد مرجعيته في الأنموذج العثماني لم يتأثر على غرار الجوامع الأولى التي تأسست بالبلاد التونسية على أيدي المراديين بالمساجد التركية سواء من حيث مكوناتها أو من حيث قسم من تصميمها إذ استغنى عن الصومعة المثمنة والصحن الذي يحيط ببيت الصلاة من جهاتها الشرقية والشمالية والغربية مثل حرف (U) اللاتيني، وتخلى عن الواجهة المزخرفة وإنما تأثر في قسم كبير من ملامحه الخارجية وهيكلته الداخلية بالمنشآت الروحية التي كانت واقعة في جواره الجغرافي نعني بالتحديد جامع أحمد الجزار وطرازه أغلبي والجامع العتيق وطرازه فاطمي وهما مثل سائر الجوامع الإفريقية يتميزان بالإضافة إلى الزهد في الزخرفة الخارجية بالصومعة المربعة والصحن المستطيل الذي يتقدم قاعة الصلاة وتحيط به الأورقة – كلما كان الفضاء سانحا- فكأن رغبة الأقلية الحنفية المحلية وحماتها الرسميين قد تمثلت من الناحية المعمارية في إنجاز منشأة بإمكانها أن تنافس في إطار من «المزايدة المحاكاتية»، المنشآت الروحية لمذهب الغالبية العظمى من السكان في مستوى القيمة التعبيرية والفنية وبدرجة أقل على صعيد النظام الإنشائي وهذا ما يظهر بشكل أوضح في الترتيب الداخلي للفضاء والعناصر المعمارية الجديدة التي أدخلت عليه. إنها منافسة بقدر حرصها على تجاوز النمط المعماري السائد تحرص على الانفتاح عليه وإدماج بعض عناصره في الطراز المعماري الجديد.

### الأبواب الخارجية
مثلما هو شأن عدد غير قليل من المنشآت المدنية والروحية القديمة والوسيطة كجامع أحمد الجــزار وزاوية الحـواريين، وزاويـة سيدي محمد المغراوي، فإن جامع مراد باي الحنفي في وطاء من الأرض الأمر الذي جعل أغلب مداخله تحتوي على دروج تفضي إلى داخل المبنى وهي دروج تقل عند الولوج مباشرة إلى قاعة الصلاة العتيقة من الطريق العام وتتزايد عند الدخول إلى الصحن القديم. وما ينسحب على القسم القديم من الجامع بمختلف وحداته ينسحب على الهيكلة العامة لفضاء هذا الجامع كما استقرت عليه اليوم. وتعكس هذه الظاهرة «مورفولوجية» المدينة السفلى التي يخف عندها انحدار جبل عيــن الشمــس بحيث ينتهي سفحه إلى شبه مستو من الأرض انتصب فوقه هذا المعلم والمركب المتصل به.
كان الدخول إلى حرم المسجد يتم عبر أربعة أبواب ثلاثة منها شرقية تفضي تباعا إلى الصحن مرورا بالسقيفة، فالكتاب ثم إلى قاعة الصلاة جنوبا وواحد منها فقط غربي وينفتح مباشرة على الصحن قبالة باب الصحن الشرقي. وإذا كانت الأبواب الشرقية التي تسترسل من الشمال إلى الجنوب منفتحة على الأسواق إذ لا تفصلها عن السماط الكبير وبصفة جزئية إلا بعض المحلات التي كانت موقوفة على المدرسة المرادية بما يجعل كتلة هذه المنشأة الروحية متأخرة عن خط اصطفاف المباني بالشارع الكبير بما يشبه الدريبة فإن الباب الغربي ينفتح مباشرة على نهج تحت السور الحيز الفاصل الواصل بين النطاق السكني للنسيج العمراني العتيق والساحة العامة: ساحة باب العين حيث المنشآت المائية والصحية وعقدة الطريق بين النواة العمرانية الأصلية أو «البلاد» واثنين من أكثر أرباضها امتدادا وهما بالإضافة إلى الربض القبلي أو «الربط» ربض عين الشمس وحومة الجرابة.
ولما كان الأمر على ما بينا فإن هذه الأبواب تغدو ناطقة بقليل أو كثير بمختلف أحيزة النسيج الحضري للمدينة العتيقة ووظائفها الاجتماعية المتباينة.
تشتمل هذه المداخل على أبواب خشبية يتكون كل واحد منها من مصراعين لا يحتويان على أية عناصر زخرفية مميزة ما عدا المسامير ذات الرؤوس نصف الكروية وهذه الطريقة في تحلية الأبواب من التأثيرات الأندلسية التي تواصل العمل بها في الباب التونسي التقليدي إلى اليوم. وتتوزع هذه المسامير على كامل مساحة الباب وترصع محيطه بالتمام وتتركز بأحجام وهيئات زخرفية مغايرة فوق المدقين. وكل من هذه الأبواب مستطيل الشكل متوسط الحجم (1.25 م × 2.50 م) موحده ما عدا باب الكتاب فهو أصغر حجما. ويحيط بكل باب إطار من الكذان يطوقه في مستوى الساكف والقائمين / العضادتين. ويختص واحد من هذه الأبواب فقط وهو الباب الجنوبي الشرقي للمعلم، أقدم الأبواب وأبقاها حاليا، بتتويجه في أعلى ساكفه: شمسية بيضوية الشكل على هيئة كوة محمية بالحديد المشبك تساعد على دخول الضوء والهواء إلى قاعة الصلاة الأصلية. أما بقية الأبواب فلم تتجه العناية إلى صيانتها وترميمها، وقد كان ذلك ممكنا، وإنما وقع الاستغناء عنها وتعويضها بأخرى مغايرة في ملامحها الأساسية، فقد سد باب الكتاب وصار باب الصحن الشرقي القديم يفضي رأسا إلى قاعة الصلاة وهذا شأن الباب الغربي للصحن نفسه، وتحول مدخل دار الإمام في القديم، وهو باب كان متعامدا مع باب المدرسة المرادية، إلى مدخل للفضاء المخصص لصلاة العنصر النسائي وأصبح الباب المفضي إلى الميضاة القديمة منفذا شماليا شرقيا للصحن الجديد يقابله في الطرف الآخر من هذا الفضاء المكشوف منفذ آخر بالمواصفات ذاتها تقريبا إلا أنه غربي المفتح.
ورغم ما يلاحظ من تفاوت بين الأبواب الخشبية التي تم تركيزها في هذه المداخل من حيث الأبعاد فإن تماثلها في الشكل واتحادها في العناصر الزخرفية يجعلها بالتقادم مؤشرا من مؤشرات التغييرات المعمارية التي أدخلت على المعلم فجميعها تعلوه شمسيات نصف بيضوية قدت من الحديد المشبك وقع تضمينها في جزء الباب الأعلى ذي الشكل المقوس وجميعها اقتصر من الزخرفة على المستطيلات الخشبية المتوازية وفي جميعها يتراكب الشكلان المستطيل والمقوس ومن جميعها أيضا غاب إطار الكذان التقليدي غياب المعايير النمطية التي وسمت الأبواب الأصلية لهذا المعلم شكلا وحلية.
وتبقى الأبواب الشرقية في هذا الجامع من الناحية العملية أهم المداخل إذ توجد في الناحية المواجهة للأسواق وهي من أكثر الفضاءات التي يرتادها الناس وتنفتح على مختلف المسالك الفرعية التي يؤمها كل القادمين من مختلف أحيزة النسيج العمراني.

### الفضاء الداخلي: وصف وتحليل
يبدو أن البرنامج المعماري لفضاء الجامع العربي قد انتظم وتحدد بصورة نهائية داخل المجال المغربي منذ القرن 3هـ/9م، ولذلك فإن محددات هذا البرنامج ستظل هي نفسها بالبلاد التونسية رغم تعدد التأثيرات المعمارية التي شهدتها عبر القرون وتنوع مرجعياتها.
وقد قام البرنامج الفضائي لمساجد الطراز المغربي بالأساس على مكونين رئيسيين:
- فضاء مكشوف هو الصحن تجري الأروقة على طول جوانبه الأربعة مكونة في الجهات الشرقية والشمالية والغربية مجنبات في حين يكون الرواق القبلي ما يسمى بهوا تتوسطه عادة قبة في امتداد البلاطة المحورية أو الرواق القاطع تسجل غالبا مدخل قاعة الصلاة والصومعة وإن استقرت مكونا إنشائيا من مكونات الصحن إلا أنها لا تحتل فيه بالضرورة موقعا ثابتا وإنما تتحكم في تحديد موقعها أفضل إمكانات مشاهدتها من مختلف مسالك النسيج العمراني.
- فضاء مسقوف هو قاعة الصلاة تنتظمه أروقة عرضية موازية لجدار القبلة تسمى أساكيب وأروقة رأسية متعامدة مع هذا الجدار ومفضية إليه هي البلاطات ومن أبرز ما يؤثث هذا الفضاء المحراب والمنبر وقبة المحراب التي ينتهي عندها المجاز القاطع، أوسع الأروقة وأوسطها في آن.
فما هي خصائص هذه المكونات في جامع مراد باي الحنفي وما هي مدلولاتها ؟

### الصحن والأروقة
لوصف الصحن من الضروري أن نحاول استحضار الحالة الأصلية التي كان عليها، وقد شاهدناها عيانا، والمقارنة بينها وبين حالته الراهنة.
كانت باحة هذا الفضاء تحتل غالبا القسم الشمالي من قاعة الصلاة الحالية وهي عبارة عن مساحة خفيفة الاستطالة تمتد من الشمال إلى الجنوب طول ضلعها الشرقي 18.9م وطول ضلعها الجنوبي 16.7م. وبهذا فهي تشغل حيزا يقدر بحوالي 316م2 وهو حيز دون الحيز الذي تشغله قاعة الصلاة بقليل إلا أنه يمتد على قرابة 37.5% من المساحة الجملية للجامع. والواضح أن قياسات الصحن قد خضعت لنفس القواعد التي حددت قياسات قاعة الصلاة وهي الشكل المستطيل الذي يفوق عمقه عرضه بقليل أو كثير.
هذه الباحة تحميها ثلاث مجنبات وبهو، وهذه المساقف أو الظلات أروقة رأسية على الجانبين الشرقي والغربي وأخرى عرضية شمالية وجنوبية لا يتجاوز عمقها ثلاثة أمتار وتبعا لذلك وكما هو الحال في معظم المساجد التاريخية بالبلاد التونسية فكل منها مؤلف من مجاز واحد في كل جانب34.
وتحف بهذه المجنبات من جميع الجهات ثلاثة عقود مقوسة لا تقوم على أعمدة كما هو الشأن في الجامع الكبير الواقع في الجوار بل على دعائم/ بدنات مكعبة تصطف أربعا أربعا من كل جانب وتحمل سقفا متواتر الأحديداب كله أقبية مستطيلة. وقد ختمت أعالي واجهات هذا الصحن بتتويجه من القرميد الأخضر تراكبت فيها القطع المحدبة مع القطع المقعرة.
وعلى هذا الأساس فإن المهندس الذي أشرف على بناء هذا المعلم وإن خضع لمتطلبات الهندسة المعمارية العثمانية في قاعة الصلاة خضوعا كاملا35 فإنه لم يخضع لها في الصحن إلا جزئيا، فباستثناء محراب الصحن وهو من التقاليد المعمارية التي لم تعرفها العمارة المسجدية بإفريقية قبل العصر التركي وقد تطلبته الضرورات المناخية المحلية وتدفع الناس صيفا إلى أداء بعض الصلوات في الهواء الطلق بدل الانزواء لها داخل الفضاءات المغلقة مما يكرس التأثير العثماني في عمارة هذا القسم من المعلم، فإن التأثيرات التي سيطرت على نمط هذا المبنى ذات صبغة محلية، يظهر ذلك من خلال تبني المستطيل شكلا للصحن وهو الشكل الذي وسم كل المساجد التي بنيت بالبلاد التونسية حتى مطلع القرن 17م والتخلي بالمقابل – وربما كان ذلك لاعتبارات تتعلق بطبيعة الفضاء الذي اختير لإرساء مبنى الجامع 36- عن الصحن الذي يحيط ببيت الصلاة شرقا وشمالا وغربا على هيئة حرف (U) اللاتيني وهو الشكل المعماري الذي وسم المساجد التي شيدت على الطراز العثماني إبان هذه الفترة بمدن تونسية مختلفة وخاصة بالعاصمة مع تأسيس جامع يوسف داي سنة 1021/1612. كما يظهر في محاكاة الترتيب العام للصحن المحلي وهو الترتيب الذي يفضي فيه فناء المسجد إلى قاعة الصلاة بواسطة رواقية، علما أن البهو المقبب أو المقبو لم يستقر في التقاليد المعمارية الإفريقية إلا خلال القرنين 3هـ/10م و4هـ/11م. فكأنما في معمار هذا المعلم إذن ترافد بين الفن المعماري المحلي والهندسة المعمارية العثمانية.
وأرضية هذا الفناء مبلطة بالكامل بنوع من الحجارة الصقيلة تسمى «الفرش» أو «الرصف». ولأن مستوى هذا الفناء مرتفع بعض الارتفاع على مستوى أرضية بيت الصلاة بني في وسطه ماجـل لاستيعاب مياه الأمطار عبر مزاريب مضمنة، وعلى جانب من هذا الماجل بئــر عذبـة يحمي فوهـتها مثاب مكعب حجري يحمل بعض النقوش ومنها كان المصلون يتزودون – وقت الحاجة – بالماء الصالح للشراب.
نلج الصحن من مدخلين أحدهما شرقي يتصل بالنطاق التجاري والحرفي وثانيهما غربي ينفتح على النطاق السكني ولذلك فباب الصحن الشرقي تماما مثل باب بيت الصلاة الشرقي أكثر مداخل الجامع أهمية من الناحية العملية حتى أن نظيره الغربي – لقلة اعتماده – لا يفتح إلا أيام الجمعة والعيدين.
وكما ييسر الفناء عملية الدخول من الخارج فإنه يتيح عملية التحرك في الداخل باتجاه الميضاة القديمة وباتجاه قاعة الصلاة. هذه القاعة يظل فيها البهو ثلاثة أبواب مستطيلة الشكل تتوسط الرواق يتخللها شباكان بالمواصفات نفسها. ولا تسترعي هذه الأبواب الانتباه إلا بإطار الكذال الذي يجري على جوانبها وسواكفها وقد تخلى الفناء بعيد أعمال التوسعة عن موقعه لفائدة بيت الصلاة كما تنازل عن وظائفه لصالح الصحن الجديد ولكنه لم يتنازل له عن ذلك إلا بعد أن أملى عليه المحافظة على نفس البرنامج الفضائي الذي كان ينتظمه مع تعديلات جزئية في الأبعاد والعناصر الإنشائية، فقد عوض الجليز الحجارة الصقيلة بلاطا للأرضية واستبدل في المجنبات السقف المحدب بالسقف المسطح وحضرت السواري لحمل العقود بدل الدعامات أو البدنات: أربع وعشرون سارية اسطوانية ذات تيجان تركية حديثة تحمل عقودا نصف دائرية تتوكأ عليها بدورها قناطر تكون قاعدة السقف. وصارت الميضاة، وإن استقلت بمدخلها عن فضاء المعلم، تحتل كامل المجنبة الغربية مقتطعة بذلك جزءا من الصحن بعد أن كانت بناء ملحقا غير مندمج في جسم المسجد وإن اتصل به من حيث المدخل.

### قاعة الصلاة
يخضع إرساء مبنى قاعة الصلاة مثلما هو الحال بالنسبة إلى الجامع برمته لقاعدة استقبال الكعبة وبالتالي الاتجاه إلى مكة عند إقامة الصلاة بدليل الآية: (فول وجهك شطر المسجد الحرام وحيث ما كنتم فولوا وجوهكم شطره)
ومن أجل ذلك كان تحديد القبلة الاعتبار الأهم في إرساء مبنى المؤسسات الروحية الإسلامية وفي مقدمتها المساجد والزوايا.
وعلى هذا الأساس قام المعماري المخطط للمساجد بتصميم قاعة الصلاة على صورة مستطيل يتوافق فيه المحور الطولي مع القبلة، واعتبارا للاتجاه الطولي في تهيئة الفضاء كان عمق قاعة الصلاة أقل من عرضها. ومرجعية هذا الترتيب عقائدية تتصل بفضل الصف الأول في التقليد النبوي بما يقتضي تسوية الصفوف ورصها في الاتجاه العرضي بالتزامن مع ملئها انطلاقا من الصف الأمامي38 .
وهذا انتظام «لا يمكن الحصول عليه في تصميم آخر غير المستطيل العرضي إذ لا يمكن أن يعطينا أي شكل آخر بما في ذلك المربع المساحة المطلوبة لامتداد الصف الأول بصفوف المصلين».
وقاعة الصلاة في جامع الباي، رغم العناية الخاصة التي صرفها لها مبتنيها مما جعلها تستحضر كثيرا من المؤثرات العثمانية فيما يكونها من عناصر، لا تقطع مع التقاليد المعمارية المحلية ولا سيما من حيث الاحتفاء بطابع البساطة الذي يميز مساجد الطراز المغربي الأول.
فقد حافظت في تخطيطها على شكل المستطيل العرضي الأمر الذي جعل عرضها أكثر من عمقها مثلما هو الشأن في سائر المساجد الإفريقية الأنموذجية كجامع الزيتونة بتونس وجامع عقبة بن نافع بالقيروان والجامع الكبير بصفاقس والجامع الفاطمي بالمهدية... فعمقها ستة عشر مترا وطول جدار القبلة فيها وهو عرضي اثنان وعشرون مترا مما يجعلها تحتل حيزا يمسح352 م2 تقريبا أي نسبة 41.5% من مساحة المعلم الجملية. ولكن التوسعة الأخيرة قلبت هذه المعطيات رأسا على عقب ذلك أنها وإن وسعت مساحة هذا الفضاء إلى حوالي 710.5م2 وجعلته يستأثر بما يقدر بــ 56.6 % من مساحة المعلم فإنها اضطرت إلى جعل عرضه أقل من عمقه بما يساوي الثلث الأمر الذي أعطاه شكل المستطيل الطولي.
ورغم أن هذه القاعة تشكل حاليا امتدادا فضائيا موحدا فإن زائرها يميز بسهولة بين جزأيها الجنوبي، وهو الجزء العتيق، والشمالي، وهو الجزء الحديث، للاختلاف البين في موادهما الإنشائية وبعض ملامحهما المعمارية فضلا عن انفصال غابة السواري الاسطوانية التي تؤثث كل واحد منهما بصف من الدعامات المتوازية الأضلاع.
فقاعة الصلاة العتيقة تنتظمها أربعة أساكيب وخمس بلاطات وبلاطة. وتفوق عدد البلاطات على عدد الأساكيب من مستتبعات المستطيل العرضي وإذا كانت الممرات الموازية لجدار القبلة على الانتظام الزوجي وهو أحد انتظامين تخضع لهما قاعة الصلاة في المؤسسات الروحية الإسلامية فإن نظيرتها المتعامدة مع هذا الجدار قد خرجت عن مرجعها المألوف وهو قاعدة الانتظام الفردي بعد أن دعت ضرورات موقع إرساء المبنى إلى تعزيز مساحة حرم المسجد بفضاء جانبي وبالتالي إضافة بلاطة سادسة أربكت التوازن الفضائي داخل قاعة الصلاة وانحرفت بالمجاز القاطع عن موقعه المحوري الذي يقسم هذه القاعة في العادة نصفين متوازيين. علما أن الانتظام الفردي من مستلزمات إقامة المحراب في محور جدار القبلة.
والملاحظ أن قياسات الرواق الأوسط المواجه للمحراب والرواق الجاري مع جدار القبلة زائدة على قياسات بقية الأروقة الرأسية والعرضية وبهذا التشكيل يصبح المعلم خاضعا «للترتيب التائي»41 وهو أكثر النماذج انتشارا في عمارة المساجد42 .
وترتكز هذه القاعة على أعمدة، وهي نوعان أساطين ودعامات / بدنات، سوار مستديرة وأخرى متوازية الأضلاع، يبلغ عدد الأولى سبع عشرة (17) سارية، ويبلغ عدد الثانية اثنتين وعشرين (22) دعامة، منها ما يفصل اليوم بين قسمي بيت الصلاة القديم والحديث ومنها ما هو موزع بين جدار القبلة والحيطان الغربية والشمالية. وتيجان هذه الأعمدة صنفان: تيجان تركية متكونة من أوراق الأكانتس تنتهي في الأعلى بشكل حلزوني بارز، تاجان منها يحليان عمودي المحراب وخمسة تحلي سواري المسكبة الجنوبية الموازية لجدار القبلة، وتيجان حفصية هي بقية تيجان قاعة الصلاة العتيقة.
هذه السواري هي العنصر المعماري البنيوي المرتب لهذا الفضاء إذ تشكل نوعا من الشبكة، شبكة من المربعات المتقاطعة هي التي ينتج عنها عمليا انقسام حرم الجامع إلى مسكبات وبلاطات. وإلى جانب جماليته يتولى هذا الترتيب المعمد لقاعة الصلاة حمل عقود مقوسة في شكل أنصاف دوائر خالية من أية حلية تذكر سوى انشدادها إلى بعضها البعض بواسطة أربطة حديدية وخشبية سميكة تسمى وترات أو «قطاين»، صحيح أنها تقلل من مسحة الفضاء الجمالية ولكنها بالمقابل تحول دون انفراج الأقواس تحت ثقل الجدران التي تجمع السواري حسب خطوط مستقيمة تدعى بائكات.
وإذا كان الغالب في الجوامع العربية أن تكون البائكات متعامدة مع جدار القبلة فإنها قد تشكلت في هذا المعلم على نحو متقاطع تعامدت فيه هذه البائكات وتوازت مع جدار القبلة في نفس الوقت إلا أن انتظامها في اتجاه التعامد متواتر على عكس انتظامها في اتجاه التوازي الذي يبدو نسقيا ولكنه محكوم بمنطق التناوب، وكأن هذه البائكات حريصة على شد الزائر إلى اتجاه القبلة بحكم هذا التلاحق العمودي ولكن دونما خضوع لمفعول الجدران التحديدي ذاك الذي تبطله شبكة تقاطع البائكات توازيا وتعامدا مما يخلق حركية في جميع الاتجاهات. هذا أفقيا، أما عموديا فإن تلاحقها يفضي إلى تواري السقف بفعل منظومة العقود الجارية في الاتجاه المتعامد مع البائكات.
على هذه العقود يقوم السقف وهو خاضع لانتظامين مقبو ومسطح، القبو هو القاعدة، فالسقف المحدب يمثل نهاية جمالية معقولة للمبنى إذ هو بمثابة التتويجة التي تدل على أن البناء قد انتهى وهذا شأن قاعة الصلاة العتيقة في معظم أروقتها والاستثناء هو سقف القطائن المسطح الذي نجده في «رواقها الطفيلي»: الرواق السادس. على أن ما كان استثنائيا في سقف الجامع التقليدي سيغدو أنمودجيا قياسيا في سقفه الحديث.
من جهة أخرى نلاحظ أن هذه القاعة - ولاعتبارات مناخية- مبلطة بالآجر الأصم أو الطوب وهو ما يعطي نوعا من المفعول التكييفي لمناخها إذ الآجر الأصم يمتص الحرارة صيفا ولا يبرد كثيرا في الشتاء وعلى العكس من ذلك جاءت أرضية القسم الشمالي الذي استدعى الارتجال في إنجازه تبليطه بالاسمنت.
وبالرغم من أن أرضية هذا الفضاء المعمد تعطي الانطباع بأنها مساحة محدودة فإن بساطها المنتظم بالحصير والزرابي والتكرار اللامتناهي للسواري فيها يمتص هذا الانطباع ويبعث الإحساس بالامتداد وانتفاء الحدود مما يبطل المفعول التحديدي للجدران والسقف ويكسب المكان روحا، إذ لا ينشد فيه الإنسان إلى اتجاه معين قدرا نشداده إلى المطلق ذلك أن الاتجاهات كلها تمسي لديه متساوية.
أفلا يفضي هذا الانفلات من قيود المكان إلى الإحساس بالسكينة والاطمئنان ويوفر شرط الأساس في عملية الصلاة وهو الخشوع ؟
ومن المهم أن نـنتبه إلى أن التوسعة التي مست المعلم ككل وقاعة الصلاة على وجه الخصوص بإضافة خمسة أساكيب كاملة إليها بكل ما ترافق مع ذلك من شبكة متقاطعة من الأروقة وغابة من السواري الدقيقة لم تمس في شيء وحدة المكان الأصلية بل زادت من قوة تأثيراتها الأولية بحكم توسع مساحة هذا الفضاء ودعمتها.
إذا ما دخلت من باب الصحن الأوسط قديما مثلما هو الشأن حديثا تجد نفسك في الرواق المتعامد مع جدار القبلة والممر المؤدي مباشرة إلى المحراب وهو في القسم الجنوبي من قاعة الصلاة آنق وأظهر من امتداده في قسمها الشمالي. تعلوه جوفا قبة حديثة يصل قطرها إلى ثلاثة أمتار عند تعامد هذه البلاطة مع الأسكوب الثالث شمالا تحملها أقواس وتوجد في أعلاها شمسيتان للإضاءة والتهوئة. هذا في الحيز المسطح أما الحيز القبوي فيشتمل على قبتين يفصل بينهما قبو مستطيل كأنما تشكل من اجتماع قبتين على زاوية قائمة 45، قبة أولى ترتفع فوق الاسطوانة الرابعة من هذه البلاطة أما الثانية فهي قبة المحراب وتقع في الاسطوانة الأولى عند تقاطع هذا الرواق مع الأسكوب الأول الموازي لجدار القبلة وهي قبة نصف دائرية واسعة سامقة يدخل النور إليها من أربع نوافذ على شكل شمسيات خشبية مخرمة منفتحة في الجدار الاسطواني الذي يحملها وهي مرتكزة على أربعة عقود محمولة على أربعة أعمدة اسطوانية ذات تيجان تركية. وهذه القبة بسيطة لا تتميز بأية حلية زخرفية ذات بال ما عدا بعض التجويفات الركنية الصدفية المؤطرة بأحزمة من الطوب البارز والمشكاة المعدنية التقليدية التي تتدلى منها فضلا عن تشكيلة الألوان التي تعكسها ألواح زجاج نوافذ رقبة القبة المسماة شمسيات أو قمريات وهي الأخضر والأزرق والأحمر والذهبي، ولم تستدع هذه الألوان بالتحديد دون غيرها إلا لما لها من دلالات روحية في وجدان المؤمنين ومخيالهم إذ هي على حد تعبير عفيف بهنسي «ألوان الجنة كما وردت في القرآن الكريم: السندس الأخضر والإستبرق الأزرق والمرجان الأحمر واللؤلؤ الأبيض والياقوت الأحمر القاني». ومن ثمة يمكن اعتبارها من العناصر المعمارية التي تتظافر لتمكين الميسم الروحي في عمارة المعلم وتدعيم اقتران العمارة المسجدية بنظام شديد الانفتاح يشف عن قوانين الإبداع التي تحكم العقل المعماري الإسلامي. ويتجلى هذا النظام بالخصوص من خلال التقاء القبة بشكلها نصف الدائري مع بنيان الجامع المكعب، يرمز المكعب المستطيل إلى الأرض بجهاتها الأصلية الأربع وبالتالي فإنه «يعبر، حسب المرجعية الدينية عن المدى الجغرافي لملكوت الواحد»، كما يرمز إلى فصول الأرض الأربعة وعناصرها الأربعة: الماء والهواء والنار والتراب، وترمز القبة إلى السماء والمطلق وإلى العرش الإلهي المحيط، ويرمز تراكب المكعب مع الشكل نصف الدائري إلىالتقاء الأرض بالسماء واتصال العالم السفلي بالعالم العلوي واتحاد المحايث مع المفارق وبالنتيجة تعالق الذات الإنسانية مع الذات الإلهية. وإذا كان الإنسان –لدى الإغريق- قد وجد في الدائرة رمزا للسماء لأنها ترسم حركتها ووجد في المربع رمزا للأرض لأنه أمثل شكل يعبر عن الصلابة والجمود والسكون فلا غرابة أن يرى المسلمون في قبة المسجد قبة السماء وأن يروا فيها نصف الكون وأن يجدوا في قاعة الصلاة النصف الثاني للكرة الكونية وأن يروا في شمسيات رقبة القبة أو قمرياتها «كواكب درية». و«هكذا يصبح المسجد كونا صغيرا سماؤه القبة وفضاؤه الصحن وكواكبه النوافذ والمشاكي».

### المحراب
المحراب عنصر معماري بنيوي احتاجه المسلمون ليكون مقام الإمام في قاعة الصلاة ومن هذا الموضع الذي يشير إلى القبلة ويحدد اتجاهها بدقة يتولى الإمام توحيد حركات القيام والتكبير والركوع والسجود والجلوس والتسليم وما إلى ذلك من الطقوس أثناء الصلوات الجماعية. ولأن المقام الطبيعي لمن يؤم الناس في الصلاة هو مقدمة الصفوف ووسطها وبالتالي محور الفضاء الذي يقف فيه فما كان للمحراب، تبعا لهذه الاعتبارات، إلا أن يكون في محور قاعة الصلاة ومن ثمة في صدر حرم المسجد وأرفع مكان فيه.
ولم يكن المحراب مجرد إشارة سطحية على جدار القبلة وإنما تجويفة في هذا الجدار ذاته إلا لاعتبارات تتعلق بإحكام استعمال الفضاء المتاح داخل حرم المسجد وعدم إهدار أية مساحة منه ذلك أن أية هيئة أخرى للمحراب ما عدا هذه الهيئة ليس من شأنها إلا أن تترك مساحات ضائعة في قاعة الصلاة هي المساحتان الواقعتان على يمين الإمام وشماله في الحين الذي يجنبنا موضع المحراب المضمن مثل هذا الضياع.
ولما كان دور المحراب بمثل هذه الأهمية من الناحية الوظائفية فقد كان من الطبيعي أن يكون من أكثر وحدات الجامع استقطابا وشدا للانتباه، يكفي للاستدلال على ذلك أن المجاز القاطع وهو الرواق الرئيسي في المسجد يفضي إليه وأن بلاطة المحراب هي أوسع البلاطات وأولها من حيث طاقة الاستيعاب وأن أبرز القباب وآنقها عادة هي قبته وما كان لها أن تقوم في مكانها ذاك إلا لتدخل له الضياء والنور على السواء فتنيره وتسلط الأضواء على واجهته وتجعل من ثمة حضوره حضورا مميزا في فضاء قاعة الصلاة.
ومحراب جامع الباي، على غرار المساجد الإفريقية الأولى، حنية ذات مسقط نصف دائري قطرها 2.20 م وعمقها 1.20 م وارتفاعها 3 أمتار ويحمل هذا المحراب قوسا حدوية (Arc en fer à cheval) تتكون من فقرات متناوبة/ مرقطة: بيضاء وسوداء كما هو الحال في الجامع العتيق المجاور وفي بقية مساجد الطراز العثماني مثل جامع يوسف داي وجامع محمد باي بالحاضرة.
وتقوم هذه القوس على عمودين رخاميين يعلو كل واحد منهما تاج من الطراز التركي، ويكتنف حنية المحراب وقوسه إطار مستطيل من الرخام الناصع مخرم ببعض الرسوم النباتية والهندسية ويحف بهذا الإطار يمينا وشمالا عمودان بنفس ارتفاع بقية أعمدة قاعة الصلاة يحملان بدورهما تيجانا تركية.
ولكن لماذا اتخذ المحراب شكلا نصف اسطواني في جزئه السفلي وآخر قبويا في قسمه الأعلى ؟
يبدو أن هذا الاختيار الهندسي وظائفي هو الآخر حجر الزاوية فيه توزيع صوت الإمام إلى جنبات قاعة الصلاة وإيصاله إلى جميع المصلين في حرم الجامع إذ من المعلوم أن «الشكل نصف الاسطواني للتجويفة وسقفها ذا المساحة الدائرية يعين على إرجاع صوت الإمام إلى الخلف لتوزيعه على مسامع المصلين المصطفين وراءه».
ومن المهم أن نشير إلى أن هذا المحراب قد ظل -عموما- محافظا على مواصفاته المعمارية التأسيسية إذ لم تطرأ عليه تغييرات جوهرية ما عدا غشاء الجليز الخزفي الأبيض ذي البريق المعدني الذي حل في جزئه السفلي محل اللوحات الرخامية القديمة التي أتلفت بمفعول انفجار قنبلة من مخلفات الحرب العالمية الثانية مما يجعله بزخارفه وتحليته من أبرز ما في هذا الفضاء المعماري من وحدات.

### المنبر
المنبر مرقاة الخطيب وإنما سمي منبرا لارتفاعه وعلوه، اتخذ هذا الشكل حتى يمكن الخطيب في الجمعة والعيدين من الارتفاع قليلا على جمهور المصلين بحيث يحتل موقعا يرونه منه جميعا ويتمكن هو من الإشراف عليهم بنظره.
ومنبر هذا الجامع جزء من عمارة المعلم ولم يكن المنبر على هذه الشاكلة إلا لأن المسجد حنفي وعادة الأحناف على عكس المالكية ولا سيما مع مجيء العثمانيين الاستغناء عن المنابر المتحركة.

## المرجع
- ابـن يوسف (زهــيـر)، «الجامع الكبير بباجة قراءة في تاريخه ومعماره»، مجلة الحياة الثقافية، العدد 118، السنة 25، أكتوبر 2000 ص 44-52.